# Sunday Emmanuel
Sunday Chukuamaka Emmanuel (sinh ngày 25 tháng 2 năm 1992) là cầu thủ bóng đá chuyên nghiệp người Nigeria chơi bóng ở vị trí tiền đạo, hiện tại anh đang khoác áo Câu lạc bộ bóng đá FLC Thanh Hóa.

## Sự nghiệp
Emmanuel bắt đầu sự nghiệp bóng đá chuyên nghiệp quốc tế đầu tiên của mình ở Thanh Hóa, Việt Nam. Trước đó anh được đào tạo và thi đấu ở tuyến trẻ của một số câu lạc bộ bóng đá địa phương ở thủ đô Abuja, Nigeria. Năm 2014 anh chuyển tới Áo thi đấu cho đội bóng SV Grödig của Áo, năm 2015 chuyển sang thi đấu ở Segunda Liga (giải bóng đá hạng 2 Bồ Đào Nha) cho đội bóng C.D. Feirense.
Anh khoác áo đội tuyển bóng đá quốc gia Nigeria lần đầu tiên năm 2011 trong trận bóng giao hữu gặp Angola. Năm 2014 Emmanuel tiếp tục được gọi lên thi đấu cho tuyển bóng đá quốc gia Nigeria tại bảng A cúp bóng đá vô địch châu Phi 2014.